# احزاب سیاسی کردستان ایران

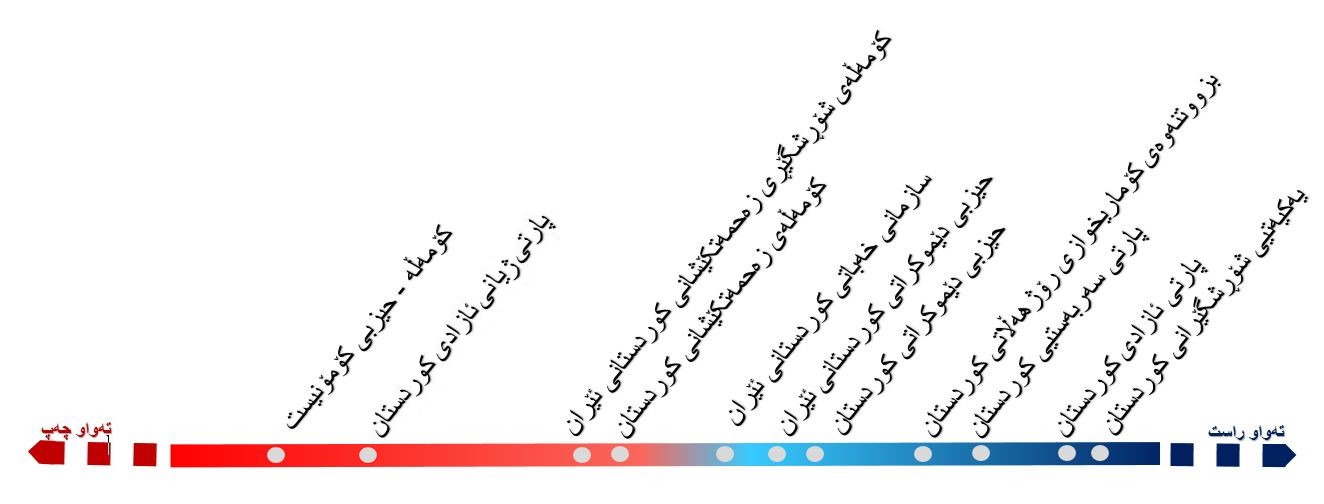

احزاب سیاسی کردستان ایران به احزاب و سازمانهایی گفته می‌شود که در کردستان ایران یا برای کردستان ایران فعالیت می‌کنند. با توجه به اینکه تشکیل حزب سیاسی کردی در ایران با ممنوعیت روبروست، اکثر سازمان‌ها و احزاب سیاسی کردستان ایران در خارج از ایران فعالیت دارند و تنها به صورت تشکیلات مخفیانه در داخل ایران حضور دارند.

## اسامی احزاب کردستان ایران
- حزب دموکرات کردستان ایران (حدکا)
- حزب کومله کردستان ایران [۸]
- سازمان خبات کردستان ایران
- کومله ـ سازمان کردستان حزب کمونیست ایران
- حزب آزادی کردستان
- جنبش جمهوریخواه شرق کردستان [۹]
- سازمان دمکراتیک یارسان
- سازمان یاریکرد
- جبهه متحد کرد
- اتحادیه انقلابیون کردستان
- حزب حیات آزاد کردستان - پژاک (شاخه پ ک ک)
- حزب دموکرات کردستان ـ حدک (با حزب دموکرات کردستان ایران ادغام شد) [۱۰]
- کومله زحمتکشان کردستان (در حزب کومله کردستان ایران ادغام شد)[۱۱]
- جنبش هیوا
- جنبش استقلال طلبان کوردستان